# Operon
De când s-a constatat ca genele determină sinteza unor enzime s-au realizat numeroase teorii care incearcă să explice această modalitate. Teoria acceptată și astăzi este Teoria operonului- represia enzimatică- elaborată de Jacob și Monod. 
Această teorie elaborată în 1961, pornește de la premiza existenței mai multor tipuri de gene grupate intr-un cluster numit operon.